# James Boyd (Boxer)
James Felton „Jim“ Boyd (* 30. November 1930 in Rocky Mount, North Carolina; † 25. Januar 1997 in Baltimore, Maryland) war ein US-amerikanischer Boxer im Halbschwergewicht (75 bis 81 kg).

## Boxkarriere
James Boyd trat 1947 in die United States Army ein und wurde in Fort Benning stationiert, wo er mit dem Boxen begann. 1955 und 1956 wurde er All-Army sowie All-Service Champion und gewann 1956 auch die National Golden Gloves, wo er im Finale Ernie Terrell besiegte.
Bei den 16. Olympischen Sommerspielen 1956 in Melbourne, gewann er die Goldmedaille. Er besiegte dabei im Viertelfinale den Argentinier Rodolfo Luciano Díaz, im Halbfinale Romualdas Murauskas aus der Sowjetunion und im Finale den Rumänen Gheorghe Negrea.
1959 wurde er Profiboxer und bestritt bis September 1962 sieben Kämpfe, darunter zwei Siege und drei Unentschieden. Er verstarb 1997 an den Folgen einer Krebserkrankung.